# Dorcadia ioffi
Dorcadia ioffi är en loppart som beskrevs av Smit 1953. Dorcadia ioffi ingår i släktet Dorcadia och familjen grävlingloppor. Inga underarter finns listade i Catalogue of Life.